# Nouvelle ville Adda Ben Aouda
Le quartier de Bourmadia  , ou la nouvelle ville Adda Ben Aouda  ou  (en Ar المدينة الجديدة بن عدة بن عودة ),, du nom du martyr Adda Ben Aouda, est considéré comme l'un des plus grands quartiers de la ville de Relizane  en termes de superficie et de population, qui dépasse les 40 000 personnes en plus de la présence de l'Université Ahmed Zabana et de nombreuses résidences universitaires.Il contient également le site archéologique romain connu historiquement sous le nom de Mina, qui est considéré comme l'un des sites archéologiques les plus importants de la wilaya  de Relizane.

## Toponymie
La nouvelle ville a été nommée en mémoire du martyr. Adda Ben Aouda.

## Les quartiers
1. Quartier  Logements 1026
2. Le village
3. Quartier  Logements 800
4. Quartier  coopérative

## Éducation
- Université Ahmed Zabana

## Économie
Le marché aux bestiaux est situé à la périphérie de la ville. C'est l'un des plus grands marchés aux bestiaux de l'ouest algérien. Il attire des visiteurs de tout le pays et se tient tous les jeudis.

## Sport
- Stade Barmadia
- Base multisports Martyr Mohamed Bahloul